# Kaisers
Kaisers é um município da Áustria, situado no distrito de Reutte, no estado do Tirol. Tem 74,43 km² de área e sua população em 2019 foi estimada em 76 habitantes.